# Антим I (екзарх Болгарії)
Екзарх Антим I (болг. Екзарх Антим I, в миру Атанас Михайлов Чалик, болг. Атанас Михайлов Чалъков; 1816, Лозенград, Османська імперія — 1 грудня 1888 Видин, Болгарія) — єпископ Константинопольського Патріархату; діяч Греко-болгарської схизми з грудня 1868 року, перший за часом (затверджений Портою) екзарх Болгарського екзархату (1872—1877). Один з лідерів Болгарського Національного Відродження, суспільно-політичний діяч Болгарії.

## Біографія
З 1836 роки навчався ремесла кравця в Константинополі. У 1837 році прийняв чернечий постриг в Афонському Хіландарському монастирі; в наступному році був висвячений на диякона і повернувся як таксідіот (монах-збирач пожертвувань) в Лозенград. З 1839 року служив у церкві святого Костянтина в Константинополі.
У 1844 році закінчив грецьке училище в Куручешмі; в 1848 році — з відзнакою Богословське училище на острові Халки.
У 1852 році вступив до Одеської семінарії; у 1856 році завершив курс Московської духовної академії зі ступенем магістра богослов'я.
25 травня 1861 році Патріархом Іоакимом II був хіротонізований в митрополита Преславського.
Відмовився виконувати обов'язки архієрея до тих пір, поки не буде врегульовано церковне питання про становище болгарської пастви. У 1862 році вирушив до Малко-Тирново, а в 1863 році — в Кукуш, де протистояв поширенню уніатства.
На скликаному в 1864 році в Константинополі церковно-народному зібранні відстоював бажання болгарських єпархій на незалежність від Константинопольської Патріархії.
У квітні 1868 року було переведено на Видинську кафедру замість відкликаного через народні обурення грека митрополита Паїсія. Паства єпархії висунула умову розриву відносин з Патріархією, внаслідок чого в грудні 1868 року Антим не згадав ім'я Патріарха на літургії.
Разом з іншими болгарськими єпископами — Іларіоном Макаріопольським, Іларіоном Ловчанський, Панаретом Пловдивським — і іншими духовними і світськими особами брав участь в 1-му Болгарському церковно-народному Соборі в лютому 1871 року в Константинополі, який уклав статут Болгарського екзархату.
16 лютого 1872 року, після вимушеного самовідводу єпископа Макаріопольського Іларіона, був обраний Болгарським екзархом. Відіграє важливу роль у будівництві Екзархату та культурному і освітньому піднесенні болгарського народу.
3 квітня того ж року отримав берат (визнання повноважень від Порти).
Оголосив всі церковні кари Константинополя, накладені на преосвященних, несправедливими, а тому і недійсними, і разом з ними 11 травня 1872 року, день пам'яті святих Мефодія і Кирила, порушуючи заборону Патріарха, звершив літургію у церкві Стефана, на якій зачитав акт, яким проголошувалась автокефалія Болгарської Церкви.
15 травня того ж року Синод під головуванням Константинопольського Патріарха Антима VI позбавив сану екзарха. Скликаний Патріархом Антимієм в серпні того ж року Собор в Константинополі оголосив екзархат схизматичного.
Після придушення Квітневого повстання болгар в 1876 році подав меморандум представникам європейських держав, що свідчив про жорстокості при придушенні повстання. Відмовився спростувати свої слова і 17 квітня 1877 року був зміщений і 17 липня того ж року ув'язнений в Ангорі (нині Анкара).
Після підписання Сан-Стефанського мирного договору, в травні 1878 року був звільнений за амністією і знову очолив Видинська єпархію. У 1879 році був обраний головою Установчих зборів в місті Велико-Тирново, прийняв Тирновську Конституцію.

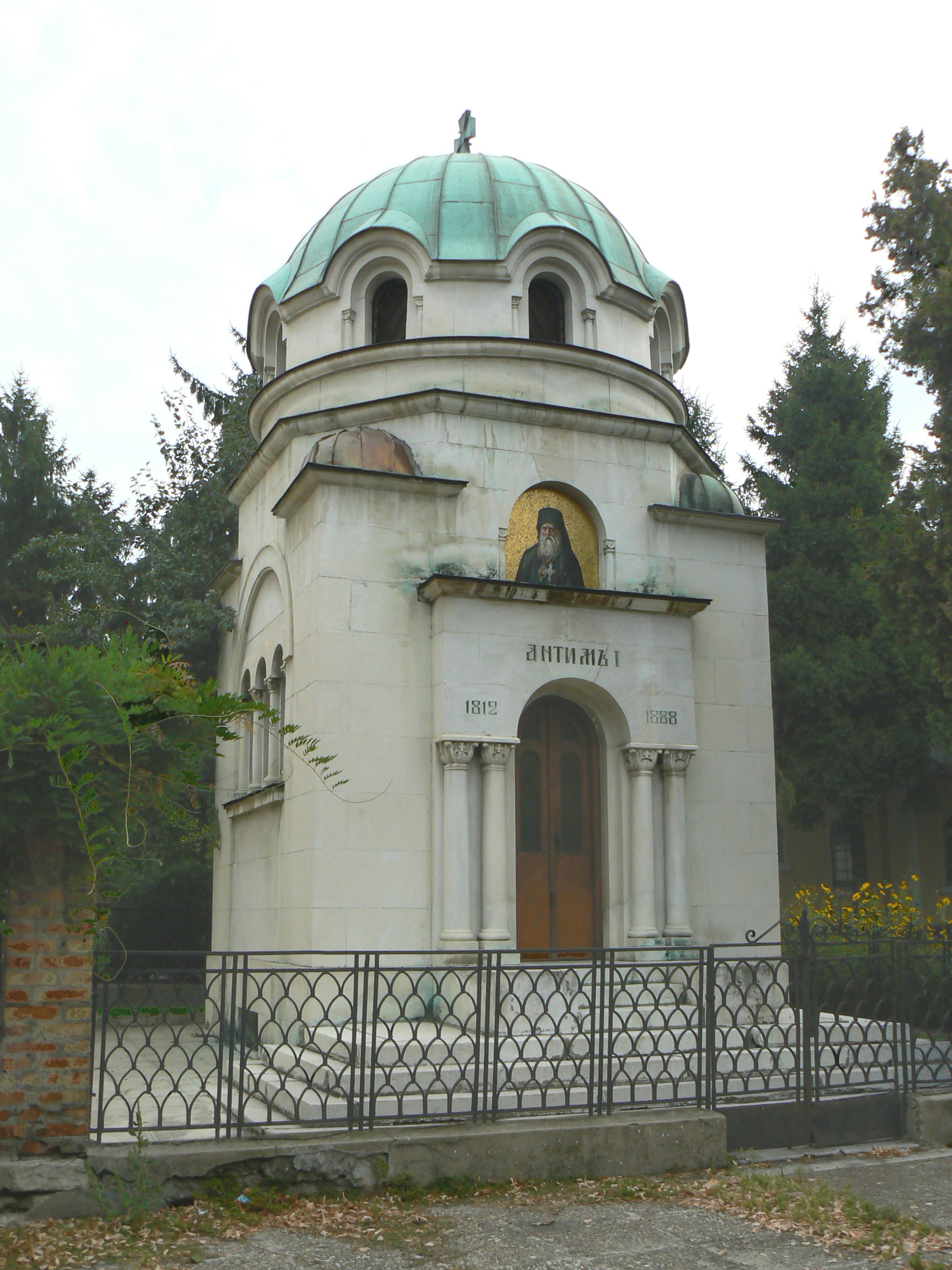
Пам'ятник-мавзолей над могилою екзарха Антима І в Видині

Антим I помер у Видині 1 грудня 1888 року. Похований в Видинська Миколаївському храмі, де в 1934 році йому був споруджений пам'ятник-мавзолей (у дворі митрополії). На його честь названі села Антимово у Видинському муніципалітеті, Антимово в Тутраканському муніципалітеті та Екзарх Антимово в Карнобатському муніципалітеті. У 2006 році в честь нього була названа вершина екзарха Антима I на острові Сміт в Антарктиці.
Після проголошення в 1945 році автокефалії Болгарської Православної Церкви Константинопольським Патріархатом, останній не дарував прощення екзарху Антиму й іншим болгарським «розкольникам» (як вони були названі в офіційному визначенні Синоду Константинопольського Патріархату).